# Ali Pakdaman
Seyed Ali Esmaeilzadeh Pakdaman (în persană سید علی پاکدامن اسماعیل‌زاده, n. 23 august 1990) este un scrimer iranian specializat pe sabie. 

## Carieră
Taekwondo a fost primul sport pe care l-a practicat. S-a apucat de scrimă, luând exemplul fratelui mai mare, care era în componența lotului naținal al Iranului. Este student la Universitatea Islamică Azad din Teheran.
A fost vicecampion asiatic la individual în 2016 după ce a fost învins de sud-coreeanul Gu Bon-gil. Astfel a fost singurul scrimer din Asia de Est care a cucerit o medalie la această ediție. Pe echipe a fost laureat cu argint la Campionatul Asiatic în 2013 și 2015. A câștigat și argint pe echipe la Jocurile Asiatice din 2014. La Campionatul Mondial de Scrimă din 2016 Iranul a creat surpriză, ajungând în semifinală după niște victorii cu Franța, apoi cu Statele Unite. A pierdut cu Ungaria, apoi a fost depășit de România în „finala mică”. Totuși, locul 4 este cel mai bun clasament din istoria scrimei Iranului.
În luna martie 2016 s-a calificat pentru Jocurile Olimpice de vară din 2016, fiind unul din cei doi mai bine clasați din Asia.

## Palmares
Clasamentul la Cupa Mondială
| An  | 2008 | 2009 | 2010 | 2011 | 2012 | 2013 | 2014 | 2015 |
| --- | ---- | ---- | ---- | ---- | ---- | ---- | ---- | ---- |
| Loc | 482  | 199  | 163  | 102  | 91   | 145  | 38   | 32   |